# Ismail Jakobs
Pour les articles homonymes, voir Jakobs.
Ismail Jakobs, né le 17 août 1999 à Cologne en Allemagne, est un footballeur international sénégalais qui évolue au poste d'arrière gauche ou d'ailier gauche au Galatasaray SK.

## Biographie

### En club

#### FC Cologne
Natif de Cologne en Allemagne d’un père sénégalais et d’une mère allemande, Ismail Jakobs est formé par le club de sa ville natale, le FC Cologne, qu'il rejoint en 2012, à l'âge de 13 ans.
Intégré à l'équipe première durant les matchs amicaux d'avant-saison lors de l'été 2019, il est victime d'une déchirure musculaire durant la préparation, ce qui lui vaut une absence de plusieurs mois.
Il joue finalement son premier match en professionnel le 8 novembre 2019, à l'occasion d'une rencontre de Bundesliga contre le TSG Hoffenheim. Il est titularisé lors de cette rencontre qui se solde par la défaite des siens (1-2 score final). Le 18 décembre 2019, il inscrit son premier but en professionnel, lors d'une victoire en championnat par quatre buts à deux sur la pelouse de l'Eintracht Francfort. Par la suite, il est élu Rookie of the month du Championnat d'Allemagne de football pour le mois de décembre 2019.

#### AS Monaco
Le 12 juillet 2021, Ismail Jakobs s'engage en faveur de l'AS Monaco pour un contrat de cinq ans. 
Il fait sa première apparition sous les couleurs monégasques le 3 août 2021, lors d'une rencontre qualificative pour la Ligue des champions face à l'AC Sparta Prague. Il entre en jeu à la place d'Aleksandr Golovine et son équipe s'impose par deux buts à zéro. Sur le terrain de l'AS Saint-Étienne, il offre une passe décisive pour Myron Boadu après son entrée en jeu.
Lors de la saison 2022-2023, il ne joue qu'un petit nombre de matchs et raconte pendant une interview qu'il vit mal cette situation mais qu'il est déterminé à cravacher pour finalement s'imposer à Monaco. Il reconnaît aussi les bonnes performances de son coéquipier Caio Henrique qui l'empêche de jouer davantage. Lors de la 19ème journée, il centre pour le but égalisateur de Wissam Ben Yedder.
Lors de la saison 2023-2024, il se met à jouer davantage après la blessure grave de Caio Henrique. La blessure du Brésilien entraîne une indisponibilité de longue durée qui permet à Ismail Jakobs de devenir l'arrière-gauche titulaire de l'équipe monégasque. Ainsi, lors du 8ème match de la saison, il marque son premier but sous les couleurs de l'AS Monaco et offre une passe décisive pour la tête croisée de son capitaine Wissam Ben Yedder. Le 7 avril 2024, il offre une passe décisive du gauche pour Maghnes Akliouche contre le Stade Rennais, contribuant ainsi à la victoire par la plus petite des marges de son équipe. 

#### Galatasaray SK
Le 2 septembre 2024, Jakobs a rejoint le club turc de Süper Lig Galatasaray en prêt d'une saison avec obligation d'achat,.

### En sélection nationale

#### Avec les équipes d'Allemagne jeunes
Le 3 septembre 2020, Ismail Jakobs joue son premier match avec l'équipe d'Allemagne espoirs, face à la Moldavie. Il est titulaire au poste d'arrière gauche et son équipe s'impose par quatre buts à un. Il se montre décisif en délivrant une passe décisive ce jour-là. Avec les espoirs il participe au championnat d'Europe espoirs en 2021. Il joue cinq matchs dans cette compétition mais un seul comme titulaire, lors du deuxième match de groupe face aux Pays-Bas (1-1 score final). Il prend part à la finale remportée par son équipe le 6 juin face au Portugal en entrant en jeu à la place de Lukas Nmecha (1-0 score final).

#### Avec le Sénégal
Le 16 septembre 2022, il est convoqué pour la première fois en équipe du Sénégal. Le 11 novembre 2022, il est sélectionné par Aliou Cissé pour participer à la Coupe du monde 2022. Le 29 décembre 2023, il est retenu dans la liste des vingt-sept joueurs sénégalais sélectionnés par Aliou Cissé pour disputer la Coupe d'Afrique des nations 2023.

## Statistiques détaillées
| Saison                | Club                  | Championnat           | Championnat | Championnat | Championnat | Coupe(s) nationale(s) | Coupe(s) nationale(s) | Coupe(s) nationale(s) | Supercoupe | Supercoupe | Supercoupe | Compétition(s) continentale(s) | Compétition(s) continentale(s) | Compétition(s) continentale(s) | Compétition(s) continentale(s) | Total | Total | Total |
| Saison                | Club                  | Division              | M.          | B.          | P.d.        | M.                    | B.                    | P.d.                  | M.         | B.         | P.d.       | Comp.                          | M.                             | B.                             | P.d.                           | M.    | B.    | P.d.  |
| 2019-2020             | FC Cologne            | 1.Bundesliga          | 20          | 2           | 2           | -                     | -                     | -                     | -          | -          | -          | -                              | -                              | -                              | -                              | 20    | 2     | 2     |
| 2020-2021             | FC Cologne            | 1.Bundesliga          | 25          | 1           | 1           | 2                     | 1                     | 1                     | -          | -          | -          | -                              | -                              | -                              | -                              | 27    | 2     | 2     |
| Sous-total            | Sous-total            | Sous-total            | 45          | 3           | 3           | 2                     | 1                     | 0                     | -          | -          | -          | -                              | -                              | -                              | -                              | 47    | 4     | 3     |
| 2021-2022             | AS Monaco             | Ligue 1               | 28          | 0           | 1           | 5                     | 0                     | 0                     | -          | -          | -          | C1+C3                          | 3+3                            | 0                              | 1+0                            | 39    | 0     | 2     |
| 2022-2023             | AS Monaco             | Ligue 1               | 32          | 0           | 2           | 1                     | 0                     | 1                     | -          | -          | -          | C1+C3                          | 2+6                            | 0                              | 1+1                            | 41    | 0     | 5     |
| 2023-2024             | AS Monaco             | Ligue 1               | 22          | 1           | 2           | 1                     | 0                     | 0                     | -          | -          | -          | -                              | -                              | -                              | -                              | 23    | 1     | 2     |
| 2024-2025             | AS Monaco             | Ligue 1               | 2           | 0           | 0           | -                     | -                     | -                     | -          | -          | -          | C1                             | -                              | -                              | -                              | 2     | 0     | 0     |
| Sous-total            | Sous-total            | Sous-total            | 84          | 1           | 5           | 7                     | 0                     | 1                     | -          | -          | -          | -                              | 14                             | 0                              | 3                              | 105   | 1     | 9     |
| 2024-2025             | Galatasaray SK (prêt) | Süper Lig             | 17          | 0           | 2           | 3                     | 0                     | 0                     | -          | -          | -          | C3                             | 3                              | 0                              | 0                              | 23    | 0     | 2     |
| 2025-2026             | Galatasaray SK        | Süper Lig             | 2           | 0           | 0           | -                     | -                     | -                     | -          | -          | -          | -                              | -                              | -                              | -                              | 2     | 0     | 0     |
| Sous-total            | Sous-total            | Sous-total            | 19          | 0           | 2           | 3                     | 0                     | 0                     | -          | -          | -          | -                              | 3                              | 0                              | 0                              | 25    | 0     | 2     |
| Total sur la carrière | Total sur la carrière | Total sur la carrière | 148         | 4           | 10          | 12                    | 1                     | 2                     | 0          | 0          | 0          | -                              | 17                             | 0                              | 3                              | 177   | 5     | 15    |

### En sélection nationale
| Saison                | Sélection             | Phases finales        | Phases finales | Phases finales | Phases finales | Éliminatoires | Éliminatoires | Éliminatoires | Matchs amicaux | Matchs amicaux | Matchs amicaux | Total | Total | Total |
| Saison                | Sélection             | Compétition           | M              | B              | Pd             | M             | B             | Pd            | M              | B              | Pd             | M     | B     | Pd    |
| --------------------- | --------------------- | --------------------- | -------------- | -------------- | -------------- | ------------- | ------------- | ------------- | -------------- | -------------- | -------------- | ----- | ----- | ----- |
| 2022-2023             | Sénégal               | Coupe du monde 2022   | 4              | 0              | 1              | 1             | 0             | 0             | 3              | 0              | 0              | 8     | 0     | 1     |
| 2023-2024             | Sénégal               | CAN 2024              | 4              | 0              | 0              | 2             | 0             | 0             | 5              | 0              | 0              | 11    | 0     | 0     |
| 2024-2025             | Sénégal               | -                     | -              | -              | -              | 3             | 0             | 0             | 1              | 0              | 0              | 4     | 0     | 0     |
| Total sur la carrière | Total sur la carrière | Total sur la carrière | 8              | 0              | 1              | 6             | 0             | 0             | 9              | 0              | 0              | 23    | 0     | 1     |

### Liste des matches internationaux
| Matches internationaux d'Ismail Jakobs | Matches internationaux d'Ismail Jakobs | Matches internationaux d'Ismail Jakobs                    | Matches internationaux d'Ismail Jakobs | Matches internationaux d'Ismail Jakobs | Matches internationaux d'Ismail Jakobs | Matches internationaux d'Ismail Jakobs                                  |
|                                        | Date                                   | Lieu                                                      | Adversaire                             | Résultat                               | Compétition                            | Notes                                                                   |
| -------------------------------------- | -------------------------------------- | --------------------------------------------------------- | -------------------------------------- | -------------------------------------- | -------------------------------------- | ----------------------------------------------------------------------- |
| 1.                                     | 24 septembre 2022                      | Stade de la Source, Orléans, France                       | Bolivie                                | 2 - 0                                  | Match amical                           | Entré en jeu à la place de Fodé Ballo-Touré à la 85e minute de jeu.     |
| 2.                                     | 27 septembre 2022                      | motion_invest Arena, Maria Enzersdorf, Autriche           | Iran                                   | 1 - 1                                  | Match amical                           | Titulaire.                                                              |
| 3.                                     | 21 novembre 2022                       | Stade Al-Thumama, Doha, Qatar                             | Pays-Bas                               | 0 - 2                                  | Coupe du monde 2022                    | Entré en jeu à la place d'Abdou Diallo à la 62e minute de jeu.          |
| 4.                                     | 25 novembre 2022                       | Stade Al-Thumama, Doha, Qatar                             | Qatar                                  | 1 - 3                                  | Coupe du monde 2022                    | Titulaire et remplacé par Pape Abou Cissé à la 78e minute de jeu.       |
| 5.                                     | 29 novembre 2022                       | Stade international de Khalifa, Al Rayyan, Qatar          | Équateur                               | 1 - 2                                  | Coupe du monde 2022                    | Titulaire.                                                              |
| 6.                                     | 4 décembre 2022                        | Stade Al-Bayt, Al-Khor, Qatar                             | Angleterre                             | 3 - 0                                  | Coupe du monde 2022                    | Titulaire et remplacé par Fodé Ballo-Touré à la 84e minute de jeu.      |
| 7.                                     | 17 juin 2023                           | Stade de l’Amitié Général Mathieu Kérékou, Cotonou, Bénin | Bénin                                  | 1 - 1                                  | Éliminatoires CAN 2023                 | Titulaire.                                                              |
| 8.                                     | 20 juin 2023                           | Estádio José Alvalade XXI, Lisbonne, Portugal             | Brésil                                 | 2 - 4                                  | Match amical                           | Titulaire.                                                              |
| 9.                                     | 12 septembre 2023                      | Stade Abdoulaye-Wade, Diamniadio, Sénégal                 | Algérie                                | 0 - 1                                  | Match amical                           | Entré en jeu à la place de Pathé Ciss à la 86e minute de jeu.           |
| 10.                                    | 16 octobre 2023                        | Stade Bollaert-Delelis, Lens, France                      | Cameroun                               | 1 - 0                                  | Match amical                           | Titulaire.                                                              |
| 11.                                    | 18 novembre 2023                       | Stade Abdoulaye-Wade, Diamniadio, Sénégal                 | Soudan du Sud                          | 4 - 0                                  | Éliminatoires Coupe du monde 2026      | Titulaire.                                                              |
| 12.                                    | 21 novembre 2023                       | Stade de Kégué, Lomé, Togo                                | Togo                                   | 0 - 0                                  | Éliminatoires Coupe du monde 2026      | Titulaire.                                                              |
| 13.                                    | 8 janvier 2024                         | Stade Abdoulaye-Wade, Diamniadio, Sénégal                 | Niger                                  | 1 - 0                                  | Match amical                           | Titulaire et remplacé par Cheikhou Kouyaté à la 46e minute de jeu.      |
| 14.                                    | 15 janvier 2024                        | Stade Charles-Konan-Banny, Yamoussoukro, Côte d'Ivoire    | Gambie                                 | 3 - 0                                  | CAN 2023                               | Titulaire.                                                              |
| 15.                                    | 19 janvier 2024                        | Stade Charles-Konan-Banny, Yamoussoukro, Côte d'Ivoire    | Cameroun                               | 3 - 1                                  | CAN 2023                               | Titulaire.                                                              |
| 16.                                    | 23 janvier 2024                        | Stade Charles-Konan-Banny, Yamoussoukro, Côte d'Ivoire    | Guinée                                 | 0 - 2                                  | CAN 2023                               | Titulaire et remplacé par Fodé Ballo-Touré à la 88e minute de jeu.      |
| 17.                                    | 30 janvier 2024                        | Stade Charles-Konan-Banny, Yamoussoukro, Côte d'Ivoire    | Côte d'Ivoire                          | 1 - 1 a.p. (4 tab à 5)                 | CAN 2023                               | Titulaire.                                                              |
| 18.                                    | 22 mars 2024                           | Stade de la Licorne, Amiens, France                       | Gabon                                  | 3 - 0                                  | Match amical                           | Entré en jeu à la place de Mikayil Faye à la 80e minute de jeu.         |
| 19.                                    | 26 mars 2024                           | Stade de la Licorne, Amiens, France                       | Bénin                                  | 1 - 0                                  | Match amical                           | Titulaire.                                                              |
| 20.                                    | 6 septembre 2024                       | Stade Abdoulaye-Wade, Diamniadio, Sénégal                 | Burkina Faso                           | 1 - 1                                  | Éliminatoires CAN 2025                 | Entré en jeu à la place de Ismaïla Sarr à la 69e minute de jeu.         |
| 21.                                    | 9 septembre 2024                       | Bingu National Stadium, Lilongwe, Malawi                  | Burundi                                | 0 - 1                                  | Éliminatoires CAN 2025                 | Titulaire et remplacé par El Hadji Malick Diouf à la 92e minute de jeu. |
| 22.                                    | 11 octobre 2024                        | Stade Abdoulaye-Wade, Diamniadio, Sénégal                 | Malawi                                 | 4 - 0                                  | Éliminatoires CAN 2025                 | Titulaire.                                                              |
| 23.                                    | 6 juin 2025                            | Aviva Stadium, Dublin, Irlande                            | République d'Irlande                   | 1 - 1                                  | Match amical                           | Titulaire et remplacé par El Hadji Malick Diouf à la 85e minute de jeu. |

## Palmarès

### En club
Formé au FC Cologne, il rejoint ensuite l'AS Monaco avec qui il est vice-champion de France en 2024. Prêté pendant la saison 2024-2025 au Galatasaray SK, il y remporte le doublé coupe-championnat’.
| AS Monaco                                        | Galatasaray SK (2)                                                                   |
| ------------------------------------------------ | ------------------------------------------------------------------------------------ |
| - Championnat de France : - Vice-champion : 2024 | - Championnat de Turquie : - Champion : 2025 - Coupe de Turquie : - Vainqueur : 2025 |

### En équipe nationale
| Allemagne espoirs                                   |
| --------------------------------------------------- |
| - Championnat d'Europe espoirs : - Vainqueur : 2021 |

## Vie privée
De par son père, Ismail Jakobs possède des origines sénégalaises.